# Olerex
AS Olerex ist eine 1994 gegründete estnische Mineralölgesellschaft, die mit 85 Tankstellen der größte Kraftstoffverkäufer Estlands ist. Olerex beschäftigt mehr als 800 Mitarbeiter. Die Holdinggesellschaft der Olerex-Gruppe ist die Aqua Marina AS. Der Firmensitz ist Tartu.
2015 verkaufte Lukoil sein Estlandgeschäft mit 37 Tankstellen an Olerex. 2019 übernahm Olerex von Oiltanking das Tanklager in Muuga.
Anfang der 2020er Jahre trat Olerex / Aqua Marina durch Übernahme der Tankstellen der KOOL Latvija, der Gotika Auto, der Metro und der Latvijas Nafta in den lettischen Markt ein.
Olerex steht in der Kritik, da es die gesetzlichen Vorgaben für den Anteil an Biokraftstoffen nicht einhält.